# Rajdowe Samochodowe Mistrzostwa Polski 1983
Ten artykuł dotyczy sezonu 1983 Rajdowych Samochodowych Mistrzostw Polski.

## Kalendarz[1]
| Runda | Data               | Nazwa rajdu                 | Baza rajdu | Nawierzchnia  | Zwycięzca        | Raport |
| 1     | 15-17 kwietnia     | 8. Rajd Krakowski "Krokusy" | Kraków     | asfalt/szuter | Marian Bublewicz | Wyniki |
| 2     | 9-10 lipca         | 2. Rajd Pokoju i Przyjaźni  | Wrocław    | asfalt/szuter | Marian Bublewicz | Wyniki |
| 3     | 8-9 października   | 11. Rajd Kormoran           | Olsztyn    | szuter        | Marian Bublewicz | Wyniki |
| 4     | 21-22 października | 31. Rajd Wisły              | Wisła      | asfalt/szuter | Andrzej Koper    | Wyniki |

## Klasyfikacja generalna kierowców[1][2]
Punkty w klasyfikacji generalnej przyznawano za 15 pierwszych miejsc według systemu: 25-21-18-15-12-10-9-8-7-6-5-4-3-2-1. Do końcowej klasyfikacji generalnej zaliczano zawodnikom 3 najlepsze wyniki. Tytuły Mistrzów i Wicemistrzów Polski przyznawano tylko w klasach. Zwycięzcy klasyfikacji generalnej RSMP otrzymywali tytuł najlepszego zawodnika rajdowego 1983.
| Poz. | Kierowca              | KRO  | PiP | KOR | WIS | Suma pkt |
| ---- | --------------------- | ---- | --- | --- | --- | -------- |
| 1    | Marian Bublewicz      | 1    | 1   | 1   | NU  | 75       |
| 2    | Ryszard Granica       | 3    | 4   |     | 2   | 54       |
| 3    | Paweł Przybylski      | 5    |     | 2   | 4   | 48       |
| 4    | Andrzej Koper         | NU   | 2   | NU  | 1   | 46       |
| 5    | Andrzej Białowąs      | NU   | 6   | 3   | 3   | 46       |
| 6    | Grzegorz Malinowski   | 6    | (7) | 4   | 5   | 37       |
| 7    | Józef Ważny           | 4    | 5   | NU  |     | 27       |
| 8    | Marek Sadowski        | 7    |     | 6   |     | 19       |
| 9    | Mariusz Kostrzak      | (12) | 9   | 8   | 11  | 19       |
| 10   | Czesław Zadygowicz    |      |     | 5   | 9   | 18       |
| 11   | Stanisław Skrzynecki  | NU   |     | 11  | 6   | 15       |
| 12   | Andrzej Witkowicz     | NU   |     | 9   | 8   | 14       |
| 13   | Andrzej Bagiński      | 18   | 12  | 7   |     | 13       |
| 14   | Tadeusz Buksowicz     | NU   | 8   |     | 10  | 13       |
| 15   | Romuald Chałas        | 11   | 16  | 10  | 14  | 12       |
| 16   | Dariusz Poletyło      |      | 17  | 12  | 12  | 7        |
| 17   | Andrzej Lubiak        | NU   | 14  | 13  | 13  | 7        |
| 18   | Jerzy Poznański       | 16   | 11  | 15  |     | 6        |
| 19   | Sławomir Barszczewski | 13   | 20  |     |     | 3        |
| 20   | Wiesław Stec          | 19   | 13  |     |     | 3        |
| 21   | Andrzej Tarwacki      | 14   | 15  |     |     | 3        |
| 22   | Robert Kępka          | 23   |     | 14  |     | 2        |

| Kolor     | Opis                   |
| --------- | ---------------------- |
| Złoty     | Zwycięzca              |
| Srebrny   | 2. miejsce             |
| Brązowy   | 3. miejsce             |
| Zielony   | Punktowane miejsce     |
| Niebieski | Ukończył nie punktował |
| Fioletowy | Nie ukończył NU        |
| Czarny    | Wykluczony X           |
| Biały     | Nie wystartował NW     |
| Puste     | Nie brał udziału       |

| Poz. | Kierowca              | KRO  | PiP | KOR | WIS | Suma pkt |
| ---- | --------------------- | ---- | --- | --- | --- | -------- |
| 1    | Marian Bublewicz      | 1    | 1   | 1   | NU  | 75       |
| 2    | Ryszard Granica       | 3    | 4   |     | 2   | 54       |
| 3    | Paweł Przybylski      | 5    |     | 2   | 4   | 48       |
| 4    | Andrzej Koper         | NU   | 2   | NU  | 1   | 46       |
| 5    | Andrzej Białowąs      | NU   | 6   | 3   | 3   | 46       |
| 6    | Grzegorz Malinowski   | 6    | (7) | 4   | 5   | 37       |
| 7    | Józef Ważny           | 4    | 5   | NU  |     | 27       |
| 8    | Marek Sadowski        | 7    |     | 6   |     | 19       |
| 9    | Mariusz Kostrzak      | (12) | 9   | 8   | 11  | 19       |
| 10   | Czesław Zadygowicz    |      |     | 5   | 9   | 18       |
| 11   | Stanisław Skrzynecki  | NU   |     | 11  | 6   | 15       |
| 12   | Andrzej Witkowicz     | NU   |     | 9   | 8   | 14       |
| 13   | Andrzej Bagiński      | 18   | 12  | 7   |     | 13       |
| 14   | Tadeusz Buksowicz     | NU   | 8   |     | 10  | 13       |
| 15   | Romuald Chałas        | 11   | 16  | 10  | 14  | 12       |
| 16   | Dariusz Poletyło      |      | 17  | 12  | 12  | 7        |
| 17   | Andrzej Lubiak        | NU   | 14  | 13  | 13  | 7        |
| 18   | Jerzy Poznański       | 16   | 11  | 15  |     | 6        |
| 19   | Sławomir Barszczewski | 13   | 20  |     |     | 3        |
| 20   | Wiesław Stec          | 19   | 13  |     |     | 3        |
| 21   | Andrzej Tarwacki      | 14   | 15  |     |     | 3        |
| 22   | Robert Kępka          | 23   |     | 14  |     | 2        |

| Kolor     | Opis                   |
| --------- | ---------------------- |
| Złoty     | Zwycięzca              |
| Srebrny   | 2. miejsce             |
| Brązowy   | 3. miejsce             |
| Zielony   | Punktowane miejsce     |
| Niebieski | Ukończył nie punktował |
| Fioletowy | Nie ukończył NU        |
| Czarny    | Wykluczony X           |
| Biały     | Nie wystartował NW     |
| Puste     | Nie brał udziału       |

Podział samochodów startujących w RSMP na grupy według regulaminów FIA:
- Grupa I – Seryjne samochody turystyczne. Produkowane w liczbie co najmniej 5000 egzemplarzy w ciągu 12 miesięcy. Prawie całkowity zakaz przeróbek mających na celu poprawienie osiągów samochodu. Jeśli pojemność silnika przekraczała 1000 cm³, samochód tej grupy musiał mieć co najmniej 4 miejsca.
- Grupa II – Specjalne samochody turystyczne. Wyprodukowane musiały być w liczbie co najmniej 2500 egzemplarzy w ciągu 12 miesięcy. Dozwolony duży zakres przeróbek poprawiających osiągi pojazdu. Ciężar minimalny pojazdu został ograniczony dla poszczególnych klas.
- Grupa N – Samochody turystyczne wyprodukowane w liczbie co najmniej 5000 egzemplarzy w ciągu kolejnych 12 miesięcy. Prawie całkowity zakaz przeróbek mających na celu poprawienie osiągów samochodu.
- Grupa A – Samochody turystyczne wyprodukowane w liczbie co najmniej 5000 egzemplarzy w ciągu kolejnych 12 miesięcy, z dużą liczbą możliwych przeróbek polepszających osiągi pojazdu.

Grupy I i II podzielone były na klasy w zależności od pojemności skokowej silnika:
- klasa 1 – do 500 cm³
- klasa 2 – do 600 cm³
- klasa 3 – do 700 cm³
- klasa 4 – do 850 cm³
- klasa 5 – do 1000 cm³
- klasa 6 – do 1150 cm³
- klasa 7 – do 1300 cm³
- klasa 8 – do 1600 cm³
- klasa 9 – do 2000 cm³
- klasa 10 – do 2500 cm³
- klasa 11 – do 3000 cm³
- klasa 12 – do 4000 cm³
- klasa 13 – do 5000 cm³
- klasa 14 – do 6000 cm³
- klasa 15 – powyżej 6000 cm³

Oprócz tego w RSMP istniały dwie klasy markowe:
- klasa markowa FSM – dla Polskich Fiatów 126p 600 – 650 cm³ gr. I
- klasa markowa FSO – dla Polskich Fiatów 125p i Polonezów do 1600 cm³ gr. A

Do RSMP bez homologacji dopuszczane były w gr. I i II samochody Zastava 1100p, Polskie Fiaty 127p, 128p, 131p i 132p oraz Łada 1300 i 1500.
Samochody grup A i N zgodnie z regulaminami FIA podzielone były na klasy:
- klasa N-1 – gr. N do 1400 cm³
- klasa N-2 – gr. N do 1600 cm³
- klasa N-3 – gr. N do 2000 cm³
- klasa N-4 – gr. N powyżej 2000 cm³
- klasa A-5 – gr. A do 1400 cm³
- klasa A-6 – gr. A do 1600 cm³
- klasa A-7 – gr. A do 2000 cm³
- klasa A-8 – gr. A powyżej 2000 cm³

Samochody z silnikami z doładowaniem klasyfikowane były z wykorzystaniem współczynnika 1,7 przez który mnożona była pojemność skokowa silnika.
Punkty w klasach przyznawano za 6 pierwszych miejsc według systemu: 9-6-4-3-2-1. Do końcowych klasyfikacji (generalnej i w klasach) zaliczano zawodnikom 3 najlepsze wyniki.

### Grupa II klasa 9-15[1]
| Msc | Kierowca         | Samochód                        | Punkty |
| --- | ---------------- | ------------------------------- | ------ |
| 1   | Marian Bublewicz | Polonez 2000 / Opel Kadett GT/E | 27     |
| 2   | Stanisław Wyka   | Ford Escort 2000 RS             | 6      |
| 3   | Adam Polak       | Polonez 2000                    | 6      |

### Grupa II klasa 8[1]
| Msc | Kierowca         | Samochód         | Punkty |
| --- | ---------------- | ---------------- | ------ |
| 1   | Andrzej Koper    | Renault 5 Alpine | 18     |
| 2   | Ryszard Granica  | Renault 5 Alpine | 18     |
| 3   | Andrzej Bagiński | Renault 5 Alpine | 17     |

### Grupa II klasa 4-7[1]
| Msc | Kierowca           | Samochód              | Punkty |
| --- | ------------------ | --------------------- | ------ |
| 1   | Jerzy Poznański    | Polski Fiat 125p 1300 | 24     |
| 2   | Wiesław Stec       | Polski Fiat 125p 1300 | 16     |
| 3   | Wiesław Surynowicz | Polski Fiat 125p 1300 | 11     |

### Grupa II klasa 1-3[1]
| Msc | Kierowca          | Samochód             | Punkty |
| --- | ----------------- | -------------------- | ------ |
| 1   | Andrzej Lubiak    | Polski Fiat 126p 650 | 27     |
| 2   | Andrzej Pięta     | Polski Fiat 126p 650 | 16     |
| 3   | Cezary Wróblewski | Polski Fiat 126p 650 | 10     |

### Grupa I klasa 1-8[1]
| Msc | Kierowca          | Samochód                                   | Punkty |
| --- | ----------------- | ------------------------------------------ | ------ |
| 1   | Marek Sadowski    | Polski Fiat 125p 1500                      | 18     |
| 2   | Romuald Chałas    | Polski Fiat 125p 1500                      | 17     |
| 3   | Andrzej Witkowicz | Ford Escort RS 1600i / Volkswagen Golf GTI | 15     |

### Grupa A klasa FSO[1]
| Msc | Kierowca         | Samochód                         | Punkty |
| --- | ---------------- | -------------------------------- | ------ |
| 1   | Andrzej Białowąs | FSO 1500 / Polski Fiat 125p 1600 | 21     |
| 2   | Józef Ważny      | FSO 1500 / FSO 1600              | 18     |
| 3   | Paweł Przybylski | FSO 1600 / FSO 1500              | 15     |

### Grupa I klasa FSM[1]
| Msc | Kierowca            | Samochód             | Punkty |
| --- | ------------------- | -------------------- | ------ |
| 1   | Robert Kępka        | Polski Fiat 126p 650 | 22     |
| 2   | Krzysztof Winkowski | Polski Fiat 126p 650 | 16     |
| 3   | Robert Gryczyński   | Polski Fiat 126p 650 | 14     |

### Klasyfikacja o tytuł najlepszego pilota (licencja II R)[1]
| Msc | Kierowca            | Samochód              | Punkty |
| --- | ------------------- | --------------------- | ------ |
| 1   | Wojciech Rutkiewicz | Renault 5 Alpine      | 16     |
| 2   | Grzegorz Gac        | Polski Fiat 125p 1500 | 13     |
| 3   | Jan Matłacz         | Polski Fiat 125p 1500 | 12     |

### Puchar FSO[1]
| Msc | Kierowca            | Samochód              | Punkty |
| --- | ------------------- | --------------------- | ------ |
| 1   | Romuald Chałas      | Polski Fiat 125p 1500 | 56     |
| 2   | Jerzy Poznański     | Polski Fiat 125p 1300 | 55     |
| 3   | Grzegorz Malinowski | Polski Fiat 125p 1500 | 51     |

### Klasyfikacja zespołowa[1]
| Msc | Zespół                        | Punkty |
| --- | ----------------------------- | ------ |
| 1   | Automobilklub Warszawski I    | 74     |
| 2   | Automobilklub Śląski          | 62     |
| 3   | Autoklub Rzemieślnik Warszawa | 57     |